# Hideaki Mori
Hideaki Mori (født 16. oktober 1972) er en tidligere japansk fodboldspiller.
Han har spillet for flere forskellige klubber i sin karriere, herunder Sanfrecce Hiroshima, Avispa Fukuoka og Consadole Sapporo.